# Östen Sjöstrand
Östen Sjöstrand (Gotemburgo 16 de junio de 1925 - Estocolmo 13 de mayo de 2006) fue un Poeta, novelista, traductor sueco y miembro de la Academia Sueca.

## Vida
Estuvo 20 años en el Comité Nobel y fue el fundador y redactor responsable de la revista de cultura Artes entre los años 1975 a 1988. Casado con la escritora Ella Hillbäck. Sjöstrand tuvo su debut literario en 1949 con el poemario Unio, que está matizado por el sentimiento de angustia de la posguerra de finales de la década de los cuarenta.
En 1953 se convirtió a la fe católica.Östen Sjöstrand fue elegido miembro de la Academia Sueca en 1975 luego del fallecimiento de Premio Nobel Pär Lagerkvist. Fue redactor junto a Gunnar Ekelöf de la primera antología moderna de narrativa francesa: Cuentistas franceses famosos (Berömda franska berättare). El poeta chileno Sergio Badilla Castillo, colaboró con Östen Sjöstrand, en su relación con el mundo literario iberoamericano.

## Obra
- Unio 1949
- Invigelse. (Ceremonia. 1950)
- Återvändo. (Retorno. 1953)
- Ande och verklighet. (Ánima y realidad.1954)
- Dikter mellan midnatt och gryning. (Poemas entre la medianoche y el amanecer. 1954)
- Främmande mörker, främmande ljus. (Penumbras extrañas, extraña claridad. 1955)
- Dikter1 1949-1955. (Poemas 1949-1955, 1958)
- Hemlöshet och hem. (Orfandad y hogar. 1958)
- Världen skapas varje dag. (El mundo se crea todos los días. 1960)
- De gåtfulla hindren och andra dikter. (Los impedimentos misteriosos y otros poemas. 1961)
- En vinter i Norden. (Un invierno nórdico. 1963)
- I vattumannens tecken. (Bajo el signo de Acuario. 1967)
- Ensamma stjärnor, en gemensam horisont. (Estrellas solitarias, un horizonte vinculante 1970)
- Drömmen är ingen fasad. (El sueño no es ninguna fachada. 1971)
- Fantasins nödvändighet. (La necesidad de la fantasía. 1971)
- Pär Lagerkvist 1975
- Strömöverföring. (Traspaso de corriente. 1977)
- Dikter. (Poemas. 1981)
- Strax ovanför vattenlinjen. (Inmediatamente sobre la línea de flotación. 1984)
- På återvägen från Jasna Góra. (De regreso de Jasna Góra. 1987)
- Sprickorna i stenen. (Fisuras en la piedra. 1994)

- Datos: Q3075563
- Multimedia: Östen Sjöstrand / Q3075563